# Beyooooonds
BEYOOOOONDS (jap. ビヨーンズ) ist eine japanische Girlgroup unter dem Hello! Project. Sie ist die erste Gruppe des Hello! Projects, die in der Reiwa-Zeit gegründet wurde. Ein Großteil der Mitglieder gehörten früher den Hello! Pro Kenshūsei an. Die Gruppe ist in drei Untergruppen geteilt: Chica#Tetsu, Ame no Mori Kawa Umi (jap. 雨ノ森 川海) und SeasoningS.
Die Gruppe machte sich einen Namen damit, traditionelles japanisches Theater mit Popmusik-Elementen zu vereinen.

## Geschichte
Während eines Konzerts der Hello! Pro Kenshūsei im Mai 2017 wurde bekannt gegeben, dass Ichioka im Hello! Project debütieren würde. Auch Takase und Kiyono wurde ein Debüt in Aussicht gestellt, allerdings in einer separaten Theater-Sparte des Unternehmens. Erst im März 2018 wurde der Grundstein für die weitere Gruppengründung gelegt: Es wurden zwei neue Gruppen angekündigt, eine unter der Leitung von Ichioka und eine zweite mit Takase und Kiyono. Zur Suche nach weiteren Mitgliedern wurde ein Casting veranstaltet.
Im Mai 2018 wurden mehrere Mitglieder der Hello! Pro Kenshūsei unter den beiden Gruppen aufgeteilt: Shimakura, Nishida und Eguchi traten Ichioka's Gruppe bei, während Maeda, Yamazaki und Okamura zu Takase und Kiyono stoßen.
Einige Monate später wurden die beiden Namen der Gruppen bekanntgegeben mit der Überraschung, dass sie zunächst zusammen unter dem Namen Beyooooonds auftreten würden. Komplettiert würde Beyooooonds durch eine dritte Gruppe, die aus den Gewinnern des Castings hervorgehen würde. Im Dezember 2018 wurden die Gewinner Hirai, Kobayashi und Satoyoshi vorgestellt.
Die Gruppe feierte ihr offizielles Debüt mit der Single „Megane no Otoko no Ko / Nippon no D・N・A! / Go Waist“ am 7. August 2019. Im November desselben Jahres wurde ihr erstes Album BEYOOOOOND1st veröffentlicht. Im Dezember gewann die Gruppe den Best New Artist of the Year Award.
Im Rahmen der Covid-19-Pandemie musste die Gruppe ihre Aktivitäten zum großen Teil einstellen. So veröffentlichte sie im Jahr 2020 nur ihr erstes Album, ihre zweite Single folgte im März 2021. Die Mitglieder nutzten die Zeit, um über den offiziellen Youtube-Kanal mit Ouchi demo Beyonds Gakkou (お家でもびよんず学校, dt. „Beyonds’ Schule für zuhause“) eine Kurzvideo-Serie zu starten. Dabei stellten die Mädchen einerseits ihre Hobbys vor, aber auch verschiedene Schulfächer. Okamuras Chemie-Unterricht wurde darüber hinaus vom Nishina-Center des RIKEN-Instituts gelobt.
Das Jahr 2024 brachte erste Veränderungen an der Formation der Gruppe. Im März verließ Ichioka die Gruppe aufgrund von Gesundheitsproblemen, im Juni folgte Yamazaki, um als Solistin zu debütieren.

## Mitglieder
| Name                         | Geburtstag         | Alter | Gruppe               | Mitgliedsfarbe | Mitgliedsfarbe | Sonstiges                   |
| ---------------------------- | ------------------ | ----- | -------------------- | -------------- | -------------- | --------------------------- |
| Shiori Nishida (西田汐里)    | 7. Juni 2003       | 22    | Chica#Tetsu          |                | Hot Pink       |                             |
| Saya Eguchi (江口紗耶)       | 1. August 2003     | 21    | Chica#Tetsu          |                | Gänseblümchen  |                             |
| Kurumi Takase (高瀬くるみ)   | 16. März 1999      | 26    | Ame no Mori Kawa Umi |                | Minzgrün       | Leader Ame no Mori Kawa Umi |
| Kokoro Maeda (前田こころ)    | 23. Juni 2002      | 23    | Ame no Mori Kawa Umi |                | Meeresblau     |                             |
| Minami Okamura (岡村美波)    | 20. Oktober 2004   | 20    | Ame no Mori Kawa Umi |                | Rosa           |                             |
| Momohime Kiyono (清野桃々姫) | 22. Dezember 2004  | 20    | Ame no Mori Kawa Umi |                | Orange         |                             |
| Miyo Hirai (平井美葉)        | 11. Dezember 1999  | 25    | SeasoningS           |                | Violett        | Leader SeasoningS           |
| Honoka Kobayashi (小林萌花)  | 16. August 2000    | 24    | SeasoningS           |                | Grün           |                             |
| Utano Satoyoshi (里吉うたの) | 22. September 2000 | 24    | SeasoningS           |                | Mittelblau     |                             |

### Ehemalige Mitglieder
- Reina Ichioka (一岡伶奈, * 25. Februar 1999), verließ die Gruppe aufgrund gesundheitlicher Beschwerden am 1. März 2024.
- Yuhane Yamazaki (山﨑夢羽, * 5. November 2002), verließ die Gruppe nach einem finalen Konzert am 27. Juni 2024.
- Rika Shimakura (島倉りか, * 20. August 2000), verließ die Gruppe nach einem finalen Konzert am 9. Juni 2025.

## Diskografie

### Alben
| Jahr | Titel         | Höchstplatzierung, Gesamtwochen, AuszeichnungChartsChartplatzierungen (Jahr, Titel, Platzierungen, Wochen, Auszeichnungen, Anmerkungen) | Anmerkungen                                                    |
| Jahr | Titel         | JP | Anmerkungen                                                    |
| ---- | ------------- | --- | -------------------------------------------------------------- |
| 2019 | Beyooooond1st | JP3 (9 Wo.)JP | Erstveröffentlichung: 27. November 2019 Verkäufe JP: + 26.692  |
| 2022 | Beyooooo2nds  | JP3 (3 Wo.)JP | Erstveröffentlichung: 28. September 2022 Verkäufe JP: + 25.320 |

### Singles
| Jahr | Titel Album | Höchstplatzierung, Gesamtwochen, AuszeichnungChartsChartplatzierungen (Jahr, Titel, Album, Platzierungen, Wochen, Auszeichnungen, Anmerkungen) | Anmerkungen                                                       |
| Jahr | Titel Album | JP | Anmerkungen                                                       |
| ---- | --- | --- | ----------------------------------------------------------------- |
| 2019 | Megane no Otoko no Ko / Nippon no D・N・A! / Go Waist (眼鏡の男の子/ニッポンノD・N・A！) Beyooooond1st                        | JP1 Gold · (6 Wo.)JP | Erstveröffentlichung: 7. August 2019 Verkäufe JP: + 112.367 Debüt |
| 2021 | Gekikara Love / Now Now Ningen / Konna Hazu ja Nakatta! (激辛Love / Now Now Ningen / こんなハズジャナカッター！) Beyooooo2nds | JP1 (15 Wo.)JP | Erstveröffentlichung: 3. März 2021 Verkäufe JP: + 73.230          |
| 2022 | Eiyuu ~Waratte! Chopin Senpai~ / Hamkatsu Mokushiroku (英雄～笑って!ショパン先輩～/ハムカツ黙示録) Beyooooo2nds               | JP2 Gold · (10 Wo.)JP | Erstveröffentlichung: 2. März 2022 Verkäufe JP: + 83.814          |
| 2023 | Motomeyo...Unmei no Tabibitozan / Yume Sae Egakenai Yozora ni wa (求めよ…運命の旅人算/夢さえ描けない夜空には) –               | JP3 Gold · (7 Wo.)JP | Erstveröffentlichung: 12. April 2023 Verkäufe JP: + 73.745        |
| 2024 | Hai to Diamond / Go City Go / Hooke no Housoku (灰toダイヤモンド/Go City Go/フックの法則) –                                   | JP3 Gold · (5 Wo.)JP | Erstveröffentlichung: 29. Mai 2024 Verkäufe JP: + 72.891          |
| 2025 | Do-Did-Done / Aa Kimi ni Tensei (Do-Did-Done/あゝ君に転生) –                                                                  | JP2 Gold · (4 Wo.)JP | Erstveröffentlichung: 29. Januar 2025 Verkäufe JP: + 100.000      |

### Videoalben
| Jahr | Titel                                                                        | Höchstplatzierung, Gesamtwochen, AuszeichnungChartsChartplatzierungen (Jahr, Titel, Platzierungen, Wochen, Auszeichnungen, Anmerkungen) | Anmerkungen                              |
| Jahr | Titel                                                                        | JP | Anmerkungen                              |
| ---- | ---------------------------------------------------------------------------- | --- | ---------------------------------------- |
| 2020 | Live Beyooooond1st                                                           | JP26 (2 Wo.)JP | Erstveröffentlichung: 20. Mai 2020       |
| 2021 | Beyooooonds 2nd (シングル発売記念イベント～激辛Ningenジャナカッター!～)      | JP44 (2 Wo.)JP | Erstveröffentlichung: 18. August 2021    |
| 2022 | Beyooooond1st Concert Tour Bring it on! Be Happy! at Budoooookan!!!!!!!!!!!! | — | Erstveröffentlichung: 28. September 2022 |
| 2023 | Beyooooonds Concert Tour Neo Beyo at Budoooookan!!!!!!!!!!!!                 | — | Erstveröffentlichung: 15. November 2023  |